# 대한민국 여자 U-14 축구 국가대표팀
대한민국 여자 U-14 축구 국가대표팀은 대한민국을 대표하는 14세 이하 여자 축구 국가대표팀이다.

## 같이 보기
- 대한민국 여자 축구 국가대표팀
- 대한민국 여자 U-20 축구 국가대표팀
- 대한민국 여자 U-17 축구 국가대표팀